# Деяния Фомы
Деяния Фомы (Деяния Иуды Фомы апостола) — новозаветный апокриф, написанный в III веке. Оригинал вероятнее всего был написан на сирийском языке. Основной сюжет связан с путешествием апостола Фомы в Индию и проповедью там. Текст состоит из 13-ти глав и так называемого «Мученичества Фомы» и относится к пяти крупнейшим апокрифам, которые связаны с жизнью апостолов.
Слово Фома переводится как близнец. В тексте Иуда Фома часто называется «близнецом Христа».

## Сюжет
Апостолы после снисхождения Святого Духа выбирают по жребию страны в которых будут вести проповедь. Апостолу Иуде Фоме достается Индия, но он отказывается. Тогда Иисус продает Фому как раба своего индийскому купцу Хаббану, который прибыл по поручению царя Гондофара I, чтобы найти искусного плотника для своего дворца. Иуда Фома, получив деньги на строительство, вместо стройки начинает раздавать деньги бедным и проповедует. В деяниях Иуда Фома воскрешает людей из мертвых, исцеляет больных, заставляет говорить животных и совершает другие чудеса. Иуда Фома проповедует целомудрие. Причастие Фома проводит хлебом и водой, в отличие от ортодоксального христианства.